# Montefano
Montefano là một đô thị ở tỉnh Macerata ở vùng Marche, có vị trí cách khoảng 25 km về phía tây nam của Ancona và khoảng 13 km về phía bắc của Macerata. Tại thời điểm ngày 31 tháng 12 năm 2004, đô thị này có dân số 3.365 người và diện tích là 34,1 km².
Đô thị Montefano có các frazioni (các đơn vị trực thuộc, chủ yếu là các làng) Montefanovecchio and Osterianuova.
Montefano giáp các đô thị: Appignano, Filottrano, Montecassiano, Osimo, Recanati.